# Гамма-відбивний метод збагачення
Га́мма-відбивни́й ме́тод збага́чення — метод радіометричного збагачення, що ґрунтується на вимірюванні розсіяного гамма-випромінювання.
Гамма-відбивний метод може бути застосований для збагачення руд, що містять важкі елементи, наприклад залізних, свинцево-цинкових, ртутних, хромових.